# Крутий заміс
Гурт «Крутий Заміс» — український фольк-рок гурт, заснований 1 серпня 2018 року в селі Мельники Чигиринського району Черкаської області. Гурт виконує авторські пісні та кавери на популярні пісні в стилі козацького фольк-року. Перші альбоми були записані влітку 2020 року під назвами «Яр Холодний» та «Яр Холодний 2», наступний альбом «Крила» записали зимою 2021 р., ще один альбом «Україна» був записаний в серпні 2022 р.

## Історія
Гурт був заснований 1 серпня 2018 року на першому фестивалі «Крутий Заміс» за ініціативою Юрія Романчі. На цьому заході виступав гурт «Добра Вам» в складі, якого були Сергій Мотренко і Владислав Клименко  та гурт «Простір» в якому грали Віталій Підлісний та барабанщик Геннадій Некраса.
На фестивалі дві групи спільно заспівали пісню «Мельники». Це був перший виступ гурту «Крутий Заміс» в першому складі.
Гурт бере участь у благодійних зборах на підтримку ЗСУ.
У лютому 2024 року гурт презентував гімн Луганського прикордонного загону «Помста» — пісню «Луганськ, небо, дим», робота над якою тривала 8 місяців.

## Склад
- Батько гурту — Юрій Романча;
- Фронтмен, вокал, акордеон — Владислав Клименко;
- Ударні — Максим Щепак (24.02.2022 — 2025), Геннадій Некраса (до 24.02.2022), Сергій Потеряйко (з 2025 року);
- Соло гітара, гітара  — Сергій Мотренко;
- Гітара, аранжувальник, вокал — Олександр Линник;
- Гітара — Володимир Богдан;
- Бас-гітара — Віталій Підлісний;
- Вокал — Марія Самовол (з 2024) Амелія Хрєнова (до 2024).

## Дискографія
- Яр Холодний
- Яр Холодний 2
- Крила
- Все про Все
- На балконі
- Друзі
- Чорний ворон[3]

## Досягнення
Гурт брав участь в телепроекті «Галицький Шлягер», а також у фестах, благодійних акціях:
- Виступ до дня захисника Вітчизни у госпіталі ветеранів війни, м. Черкаси, 2018 р.
- Виступ на реабілітації бійців 93 бригади у Холодному Яру, 2019 р.
- Виступ в Холодному Яру під час проведення демонстрації сили «Нескореними», 2019 р.
- Виступи на фестивалі «Бандера» в Холодному Яру, 2018, 2019 рр.
- Виступи на фестивалі «Крутий Заміс», 2018, 2019, 2020, 2021, 2024 рр.
- Виступ на фестивалі «Нескорена Naція», 2019 р.
- Виступ на фестивалі «Дорога на Січ», 2020 р.
- Участь в проекті «Львів шукає таланти», 2020 р.
- Концерт для 80-ї окремої десантно-штурмової бригади ЗСУ, м. Львів, 2020 р.
- Концерт присвячений ротації 93 ОМБр «Холодний Яр», селище Черкаське, Новомосковський р-н, Дніпропетровська обл., 2019 р.
- Участь в концертній програмі Холодноярського ярмарку, 2018, 2019, 2020, 2021, 2022, 2023 рр.
- Участь у фестивалі «Розбуди весну», 2019, 2020, 2021 рр.
- Участь у «Трактор фест», 2021 р.; «АГРО ШОУ» 2021 р.
- Участь у «Ше. Фест», 2023 р.[4]2024[5]
- Участь у Мото-рок фесті «Сила Нації» 2023, 2024 рр.
- Участь у АРТ фестивалі Миколи Вінграновського, 2023 р.[6]
- Участь в концертах до дня міста: Дніпро (Самара-Дніпро-Фест; 2018), Новомосковськ (2019), Ладижин (2019), Чорнобай (2019), Кам'янка (2020, 2024), Черкаси (2020, 2021, 2022, 2023, 2024), Львів (2020, 2023), Київ (2020, 2021, 2022, 2023, 2024), Чигирин (2021), Чернівці (2021), Тальне (2022), Олександрія (2022), Знам'янка (2022), Звенигородка (2022), Канів (2022, 2023, 2024), Корсунь (2022), Катеринопіль (2022, 2024), Одеса (2023), Золотоноша (2023), Знам'янка (2023), Кропивницький (2023), Первомайськ (2023), Краматорськ (2023), Суми (2023), Чернігів (2023).
- Виступ в підтримку заснування арт скверу імені Василя Сліпака (запрошення громадської спілки «Музичний батальйон»), м. Київ, Андріївський узвіз, 2019 р.
- Виступ у м. Чигирин, презентація книги «Холодний Яр» С. Зінченка, 2019 р.
- Виступ у Музеї народної архітектури та побуту Середньої Наддніпрянщини, 2024 р.
- «Етно перегони», м. Чигирин, 2019 р.
- Відбір до фестивалю «Червона Рута», 2024 р.
- Презентація рок-альбому В. Пашника «Десіть»: концерти м. Київ, Черкаси, Львів, 2019 р.
- Фестиваль сороміцьких пісень 2019, 2020, 2021 рр.
- Перший Ветеранський етнофестиваль «Квітка Ярміз». 26 вересня 2021 р., м. Київ
- Фестиваль «Міні фест», м. Черкаси, 2021 р.
- Фестиваль Маланок, 2021 p., м. Чернівці
- Фестиваль «Львівський шлягер», 2023 р., м. Львів
- Концерт «Рок за Перемогу» в Жовтневому Палаці, м. Київ, 19 травня 2024 р.

## Галерея

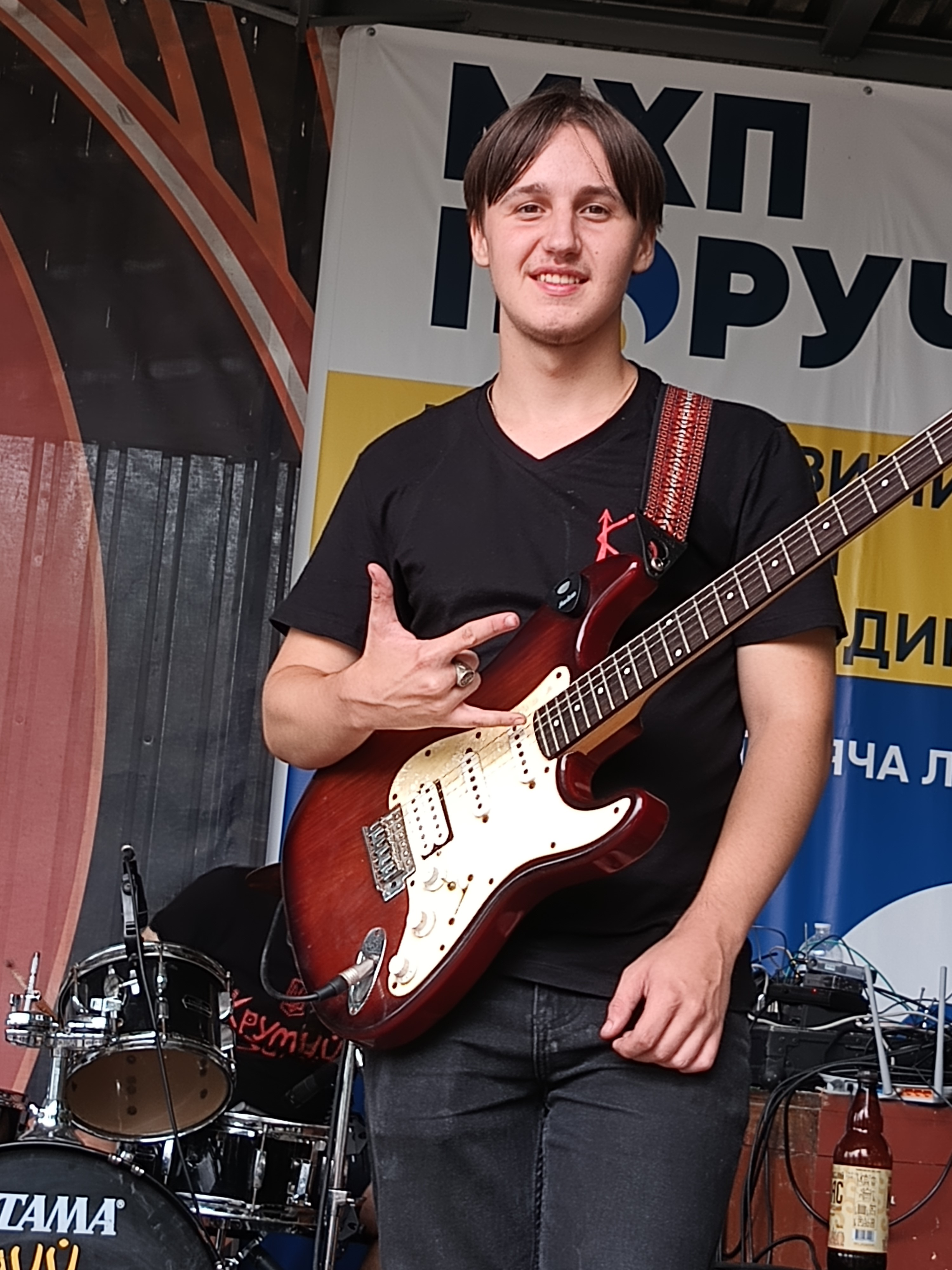
Сергій Мотренко
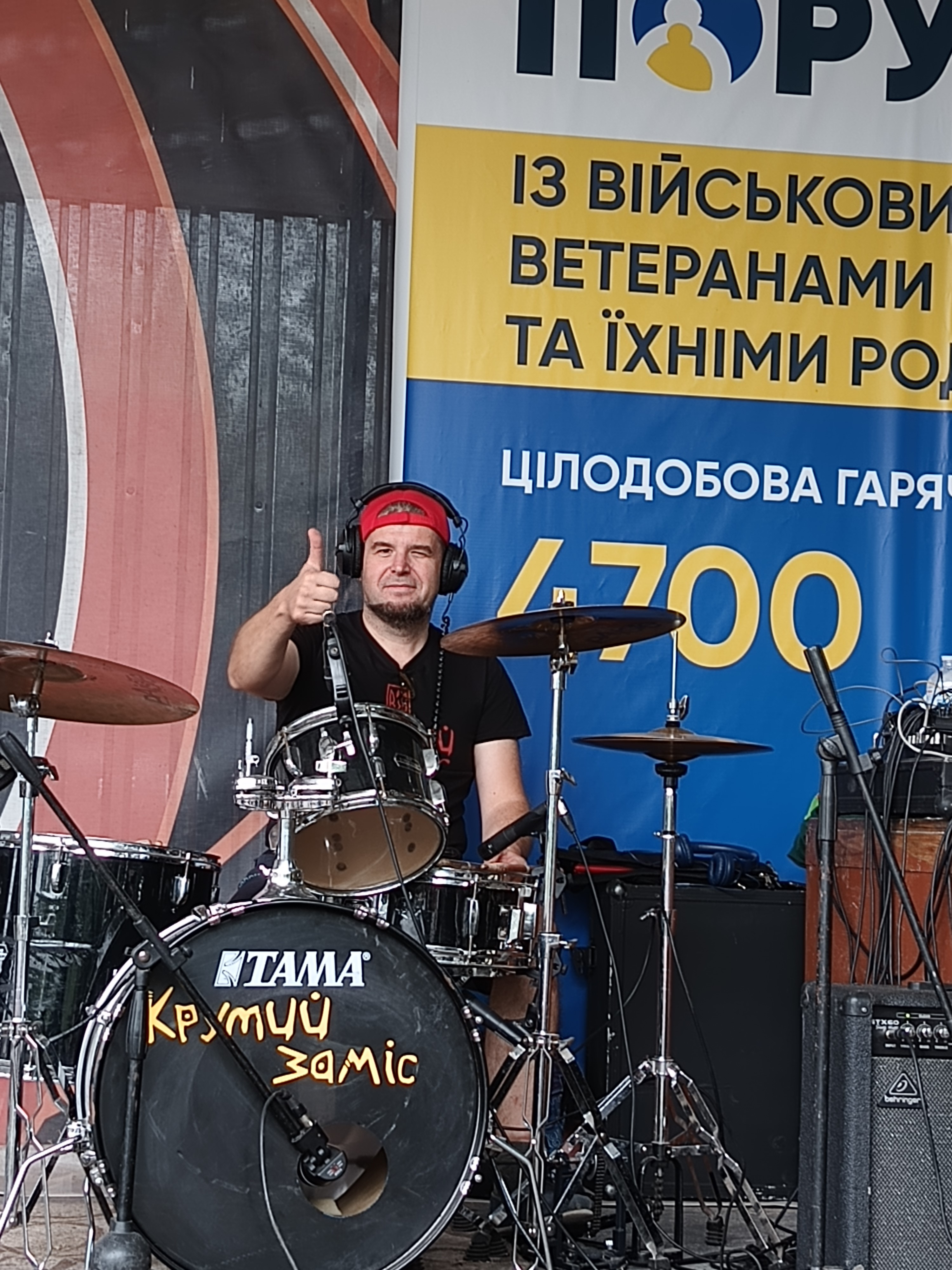
Максим Щепак
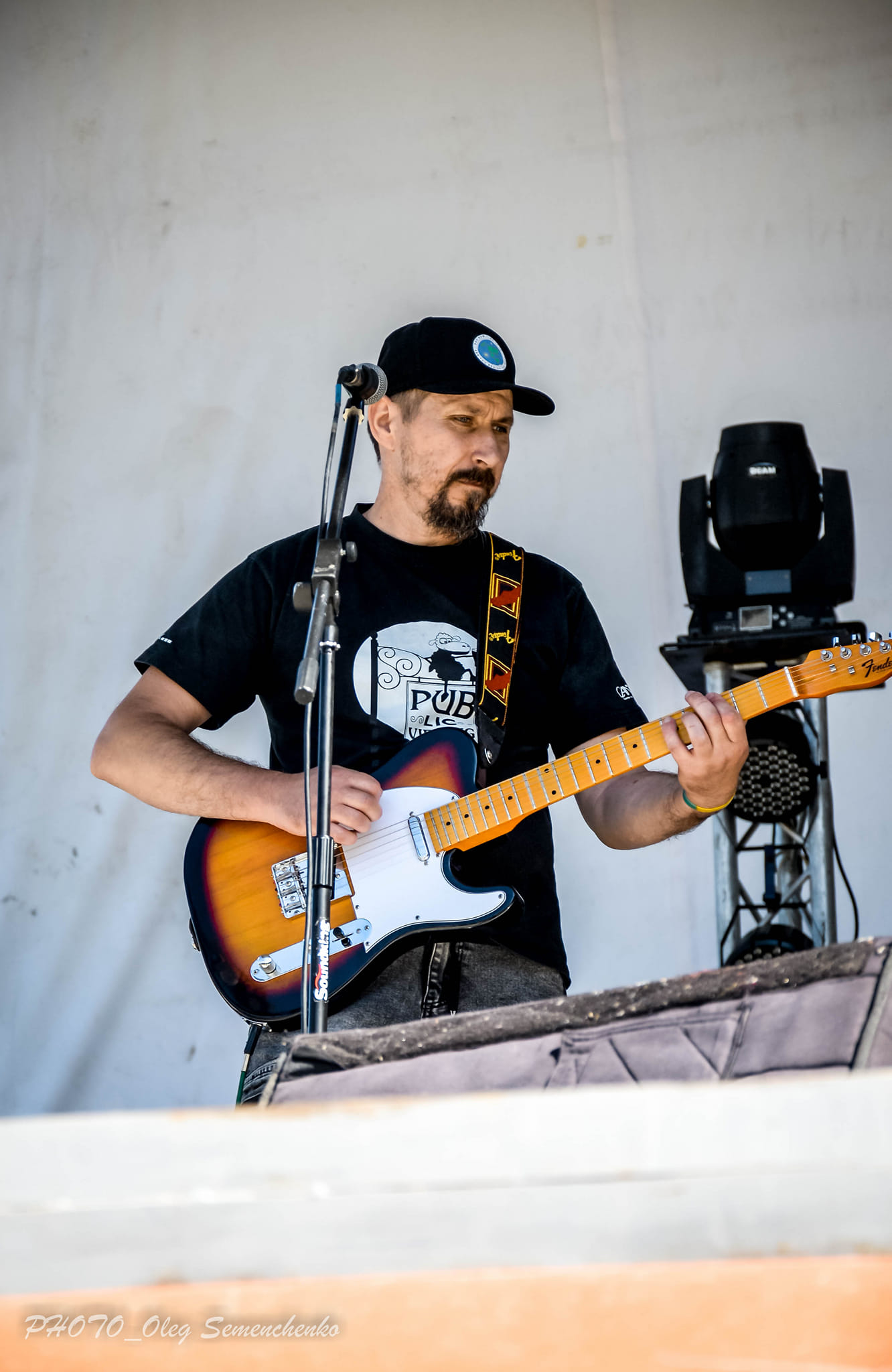
Олександр Линник
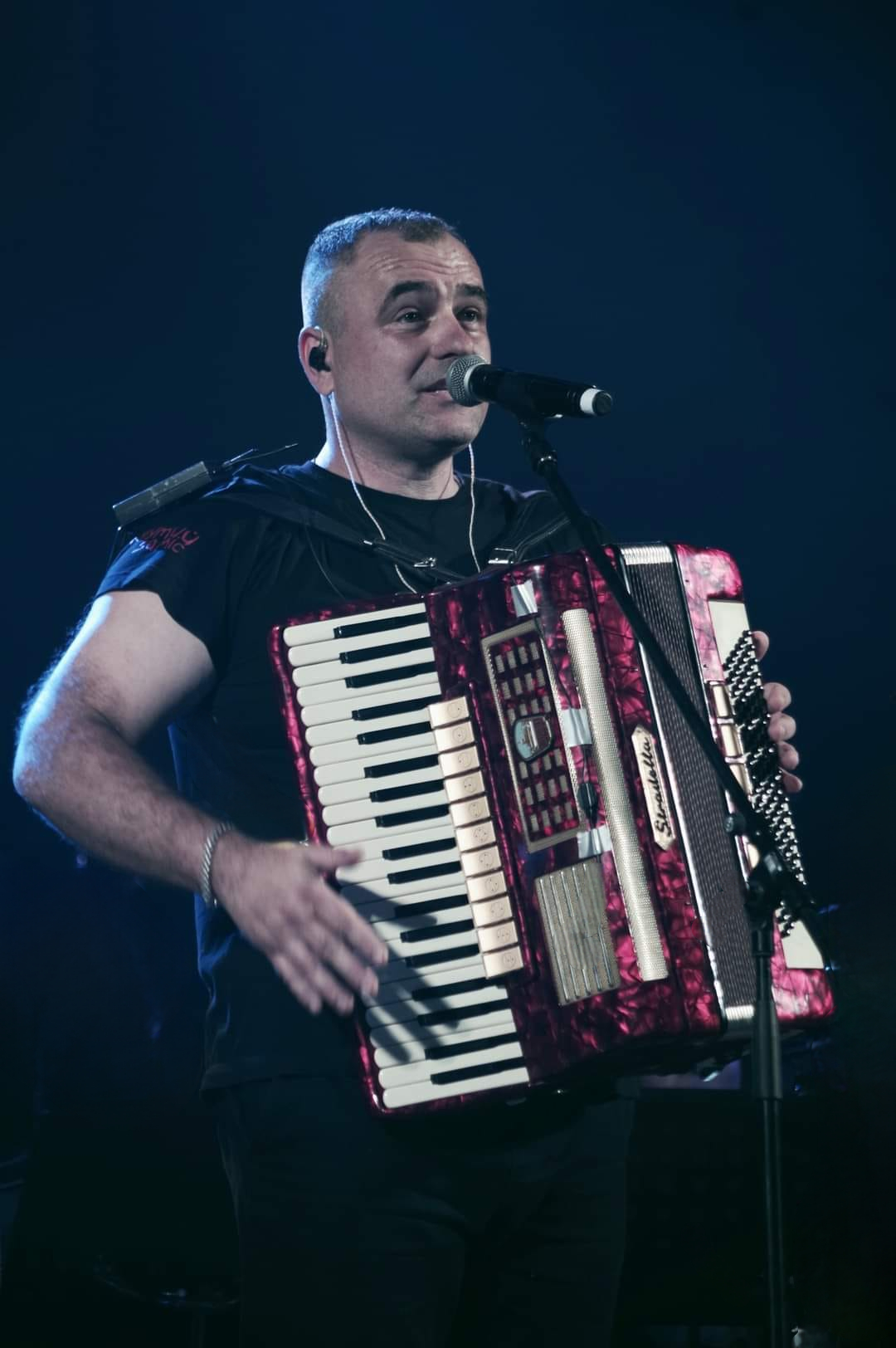
Владислав Клименко
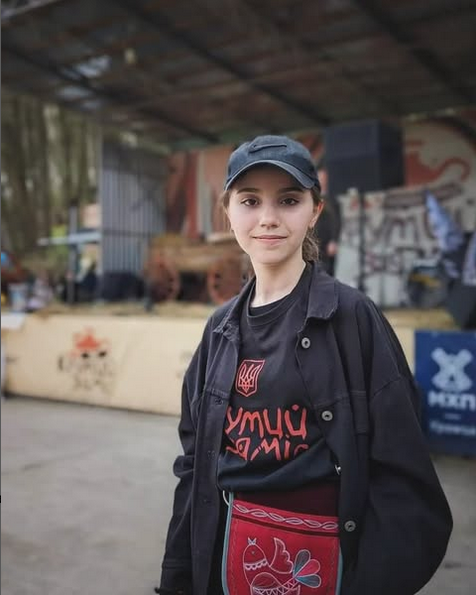
Марічка Самовол
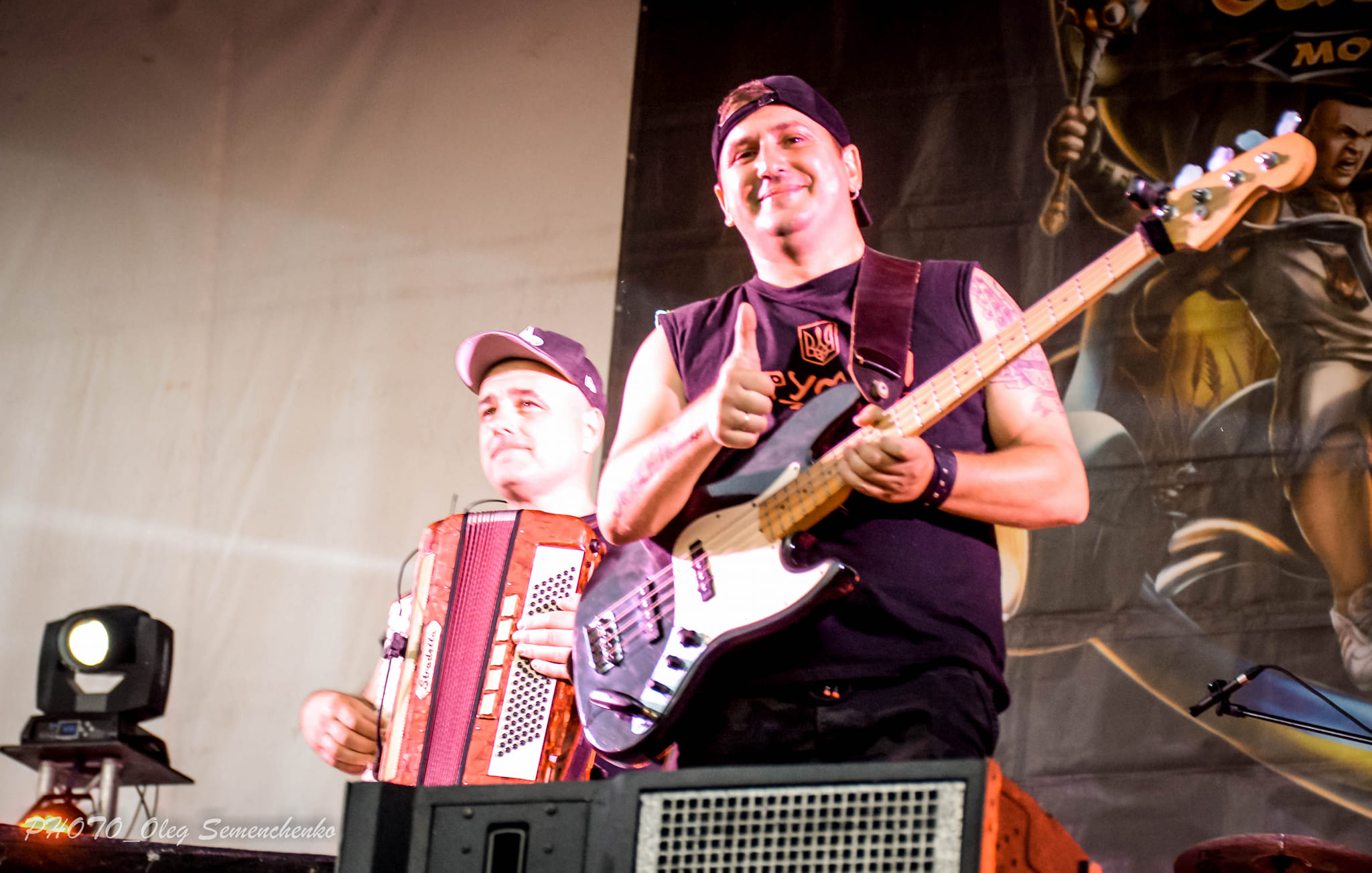
Віталій Підлісний
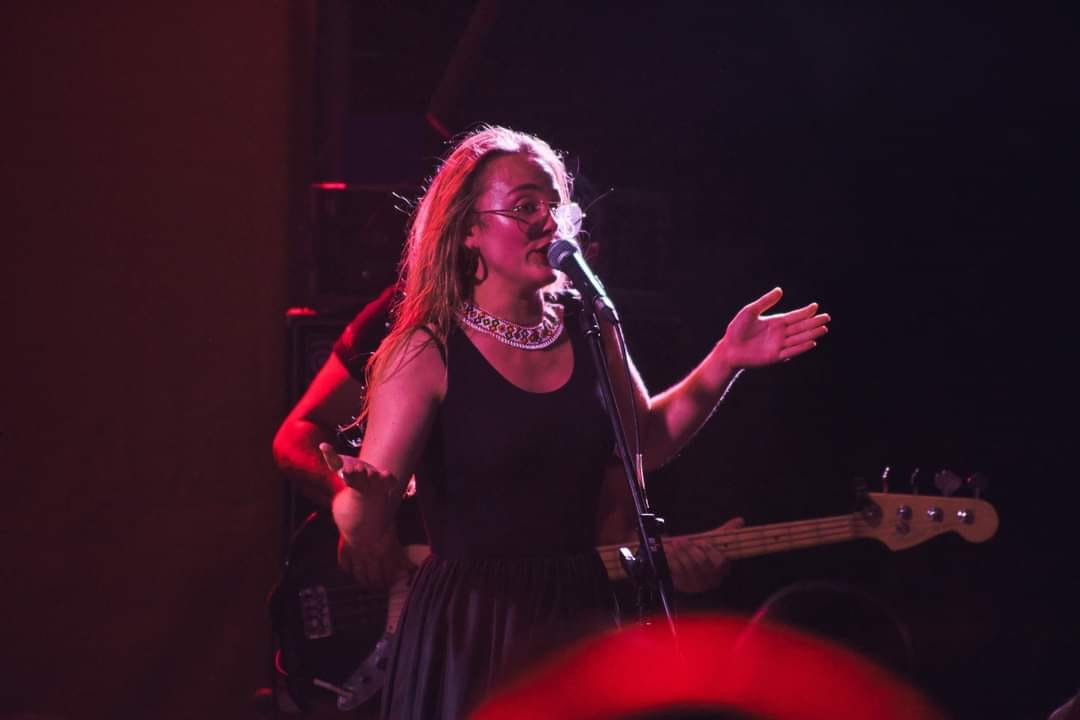
Амелія Хрєнова